# Wissenswerkstatt
Wissenswerkstätten sind ein Instrument des Wissensmanagements zum Austausch von Erfahrungswissen zwischen Unternehmen, welche aus unterschiedlichen Branchen kommen, oder für Teams innerhalb eines Unternehmens mit verschiedenartigen Tätigkeitsfeldern („gestaltende Wissenswerkstätten“).
Wissenswerkstätten sollen kooperatives Erfahrungslernen fördern, indem sie ein Forum für Erfahrungsaustausch bieten und so den Umgang mit Erfahrungswissen optimieren. Unternehmen erfahren gute oder schlechte Beispiele aus anderen Unternehmen und können hieraus für das eigene Unternehmen lernen; Teams erhalten neue Impulse für Problemlösungen. Auch dauerhafte Austauschbeziehungen zwischen verschiedenen Erfahrungsträgern können durch Wissenswerkstätten initiiert werden.

## Vorgehensweise
Inhaltlich kombinieren Wissenswerkstätten verschiedene Werkzeuge des Wissensmanagements miteinander solcherart, dass eine möglichst umfassende Austauschplattform mit anschließender Auswertung geschaffen wird. So können zum Beispiel Knowledge-Cafés in eine Wissenswerkstatt integriert werden, um den informellen, zwanglosen Charakter von Erfahrungsaustausch zu betonen, oder Impulsvorträge zu spezifischen fachlichen Themen die Wissenswerkstatt begleiten. Es können auch kollegiale Beratungen angeboten werden, um den persönlichen Aspekt von Erfahrungsaustausch zu berücksichtigen.
Finden unternehmensinterne Wissenswerkstätten statt, so geschieht dies meistens in einem bestimmten sich wiederholenden Turnus und setzt bereits feststehende Fragestellungen oder ein definiertes Problem voraus, welches man in eine Wissenswerkstatt „zur Reparatur“ gibt.
Wissenswerkstätten für Unternehmen aus verschiedenen Branchen begleiten die beteiligten Unternehmen bei der Einführung, Umsetzung oder Optimierung von unternehmensinternen Wissensmanagementprozessen.
Ziel von Wissenswerkstätten ist entweder die Identifizierung spezifischer Problemlösungen eines bestimmten Teams in einem Unternehmen oder die Skizzierung von unternehmensinternen Wissensmanagementaktivitäten.
Zur Umsetzung von Wissenswerkstätten wird zumeist die Expertise von entsprechenden, hierauf spezialisierten Dienstleistern eingeholt. Je Dienstleister und Anforderungsprofil der nachfragenden Unternehmen fällt die konkrete Durchführung der Wissenswerkstatt verschieden aus.